# Uddannelses- og Forskningsministeriet
Uddannelses- og Forskningsministeriet er et ministerium under Danmarks regering, der har ansvaret for forskningspolitikken, innovation og videregående uddannelser. Universiteter, professionshøjskoler, erhvervsakademier, forskerparker, sektorforskningsinstitutter, forskningscentre og danske institutter i udlandet hører blandt andre under ministeriet.
Minister siden den 15. december 2022 er Christina Egelund.
Ministeriet består per 1. oktober 2020 af et departement og Uddannelses- og Forskningsstyrelsen. En række råd hører desuden under ministeriet.
Ministeriet blev oprettet ved SR-regeringens tiltrædelse i januar 1993 under navnet Forsknings- og Teknologiministeriet, men ændrede allerede i 1994 navn til Forskningsministeriet. I 2000 blev navnet atter ændret; denne gang til IT- og Forskningsministeriet. I 2001 blev navnet ændret nok en gang, nu til Ministeriet for Videnskab, Teknologi og Udvikling (ofte blot Videnskabsministeriet). Ressortområdet blev udvidet i 2001, således at ministeriet også fik ansvaret for universiteter, erhvervsforskere samt teknologi- og innovationspolitik. I 2011 ændredes navnet til Ministeriet for Forskning, Innovation og Videregående Uddannelser samtidig med, at der overførtes forskellige forhold vedrørende videregående, kunstneriske og maritime uddannelser. Endeligt i 2014 skiftede ministeriet navn til det nuværende: Uddannelses- og Forskningsministeriet.

## Ministerliste
| Ressortområde                                  | Minister | Minister              | Tiltrådt posten    | Forlod posten      | Parti                       |
| ---------------------------------------------- | -------- | --------------------- | ------------------ | ------------------ | --------------------------- |
| Forsknings- og teknologiminister               |          | Svend Bergstein       | 25. januar 1993    | 28. januar 1994    | Centrum-Demokraterne        |
| Forskningsminister                             |          | Arne Oluf Andersen    | 28. januar 1994    | 27. september 1994 | Socialdemokratiet           |
| Forskningsminister                             |          | Frank Jensen          | 27. september 1994 | 30. december 1996  | Socialdemokratiet           |
| Forskningsminister                             |          | Jytte Hilden          | 30. december 1996  | 23. marts 1998     | Socialdemokratiet           |
| Forskningsminister                             |          | Jan Trøjborg          | 23. marts 1998     | 10. juli 1999      | Socialdemokratiet           |
| Forskningsminister                             |          | Birte Weiss           | 10. juli 1999      | 21. december 2000  | Socialdemokratiet           |
| IT- og forskningsminister                      |          | Birte Weiss           | 21. december 2000  | 27. november 2001  | Socialdemokratiet           |
| Minister for videnskab, teknologi og udvikling |          | Helge Sander          | 27. november 2001  | 23. februar 2010   | Venstre                     |
| Minister for videnskab, teknologi og udvikling |          | Charlotte Sahl-Madsen | 23. februar 2010   | 3. oktober 2011    | Det Konservative Folkeparti |
| Uddannelses- og forskningsminister             |          | Morten Østergaard     | 3. oktober 2011    | 3. februar 2014    | Radikale Venstre            |
| Uddannelses- og forskningsminister             |          | Sofie Carsten Nielsen | 3. februar 2014    | 28. juni 2015      | Radikale Venstre            |
| Uddannelses- og forskningsminister             |          | Esben Lunde Larsen    | 28. juni 2015      | 29. februar 2016   | Venstre                     |
| Uddannelses- og forskningsminister             |          | Ulla Tørnæs           | 29. februar 2016   | 28. november 2016  | Venstre                     |
| Uddannelses- og forskningsminister             |          | Søren Pind            | 28. november 2016  | 2. maj 2018        | Venstre                     |
| Uddannelses- og forskningsminister             |          | Tommy Ahlers          | 2. maj 2018        | 27. juni 2019      | Venstre                     |
| Uddannelses- og forskningsminister             |          | Ane Halsboe-Jørgensen | 27. juni 2019      | 16. august 2021    | Socialdemokratiet           |
| Uddannelses- og forskningsminister             |          | Jesper Petersen       | 16. august 2021    | 15. december 2022  | Socialdemokratiet           |
| Uddannelses- og forskningsminister             |          | Christina Egelund     | 15. december 2022  | Nuværende          | Moderaterne                 |

## Departementschefer
| Navn                 | Periode                       |
| -------------------- | ----------------------------- |
| Hanne Meldgaard      | November 2019 -               |
| Agnete Gersing       | November 2015 - november 2019 |
| Uffe Toudal Pedersen | September 2005 - juni 2015    |
| Leo Bjørnskov        | Oktober 2001 – september 2005 |
| Knud Larsen          | Januar 1993 – oktober 2001    |